# Paulus Constantijn la Fargue
Paulus Constantijn la Fargue (ook: Paul Constantijn Lafargue) (Den Haag, gedoopt 5 januari 1729 - aldaar, begraven 10 juni 1782) was een Nederlands kunstschilder, etser en tekenaar. 
La Fargue was een telg uit een kunstenaarsgezin. Ook drie broers, waaronder Jacob Elias la Fargue en een zuster, Maria Margaretha la Fargue, waren schilders. Hij was lid van de Haagse Confrerie Pictura. 
Paulus Constantijn la Fargue legde zich in eerste instantie toe op het vervaardigen van kamerbehang. Hij werkte onder meer in opdracht van de Haagse kunsthandelaar Gerard Huet. Later specialiseerde hij zich in het tekenen en schilderen van stadsgezichten en landschappen. Tot 1770 legde hij vooral landschappen in Den Haag en Rotterdam vast. Na dit jaar schetste hij ook in en rond de plaatsen Delft, Haarlem, Leiden en Amsterdam. 
Hij verwierf daarnaast bekendheid door zijn kopieën naar oude meesters, waaronder Jacob van Ruisdael.
Naast landschappen maakte La Fargue ook afbeeldingen van actuele gebeurtenissen, portretten en genrestukken. Zijn werk verscheen ook in boeken.

## Galerij

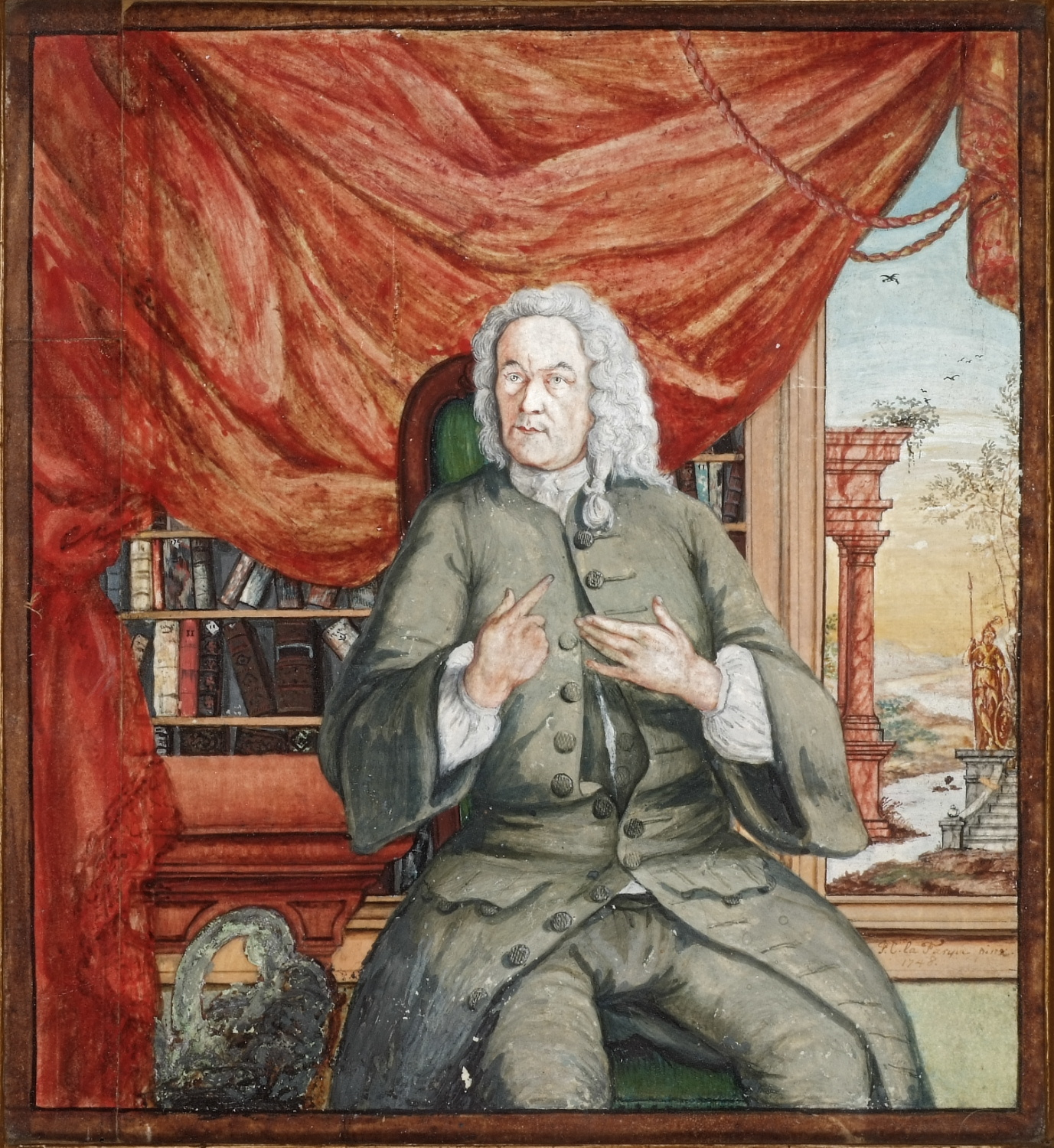
Portret van Ds. Keer (1748)
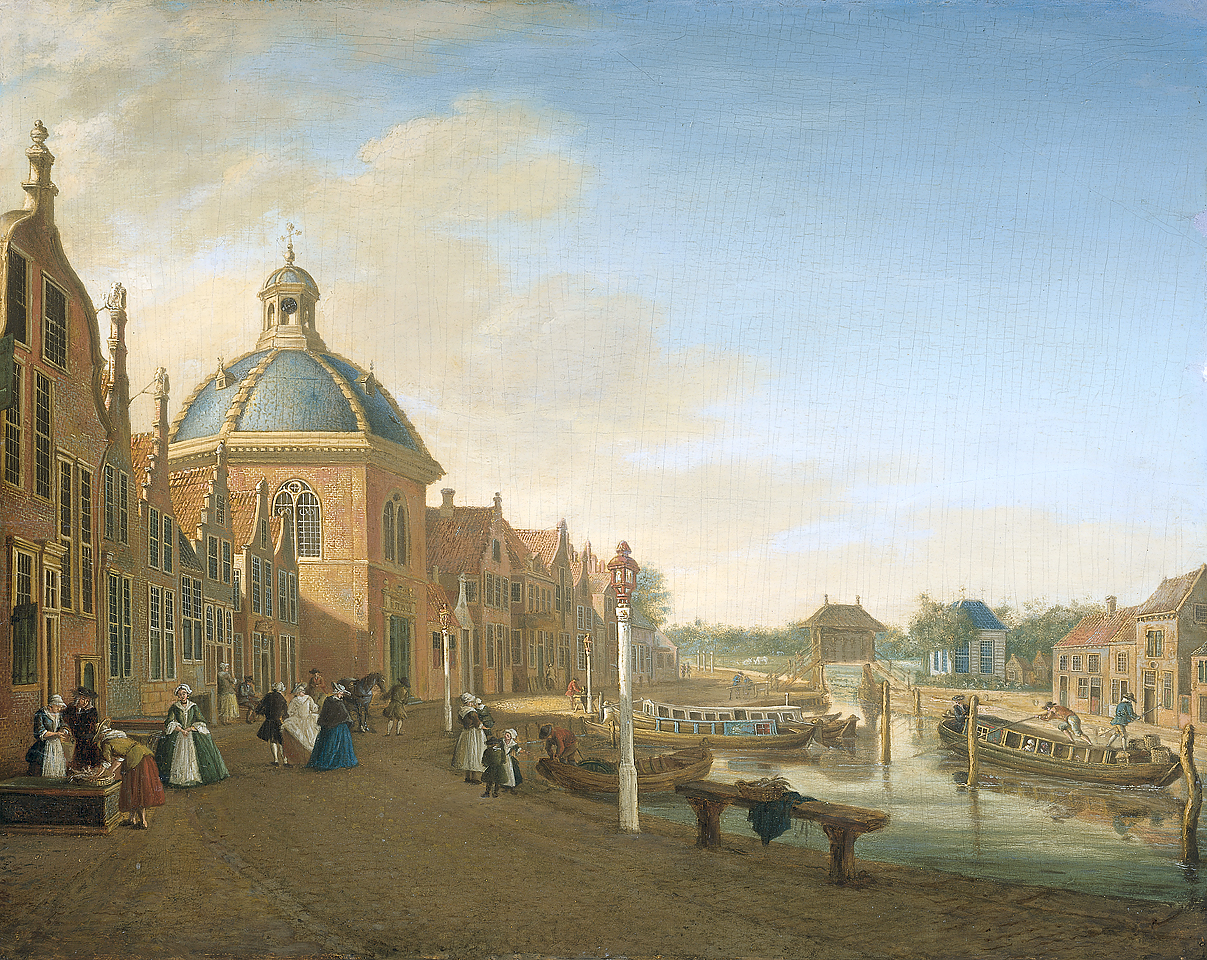
De kom in de trekvaart tussen Den Haag en Leiden in Leidschendam (1756)
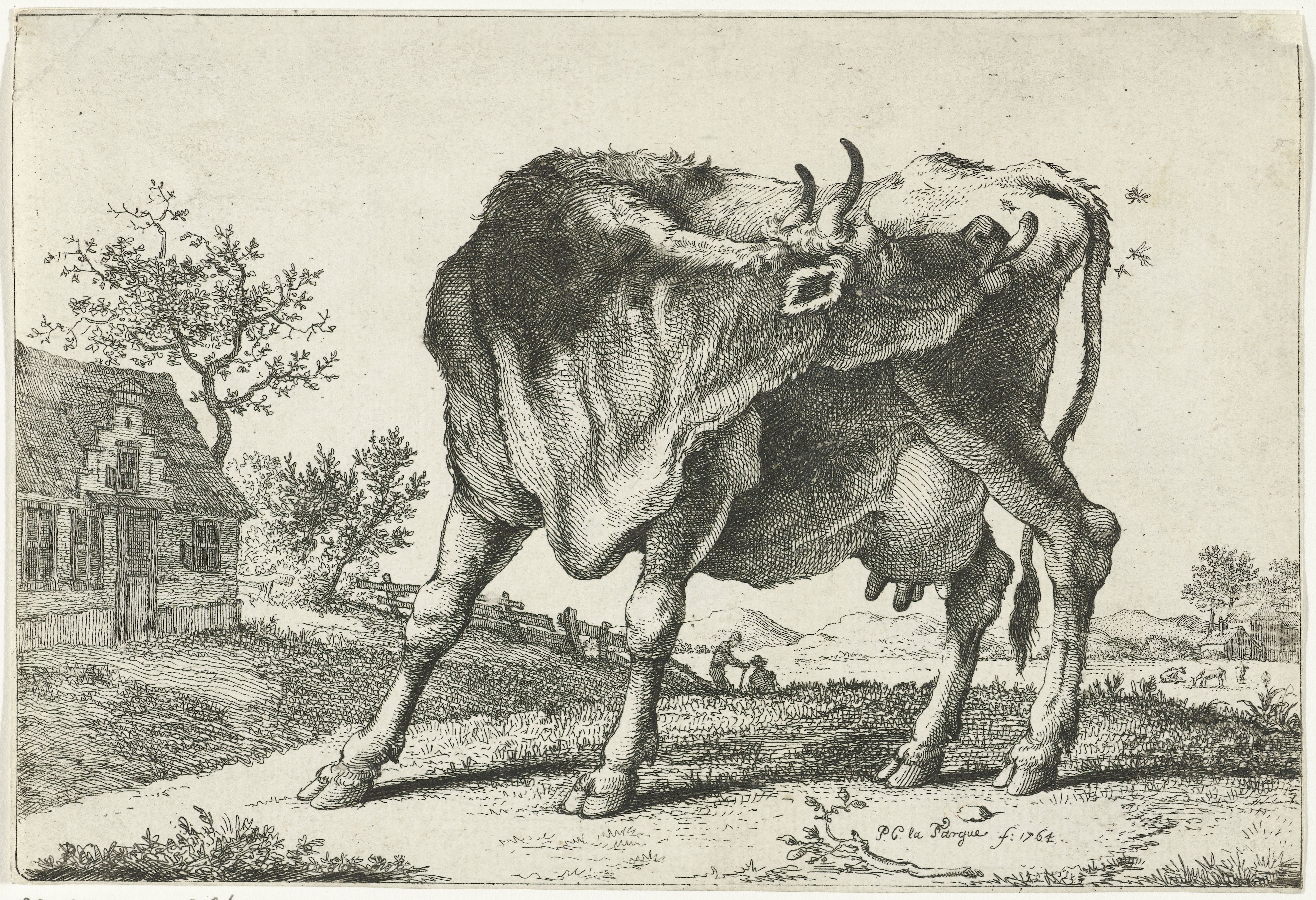
Staande koe (1764)
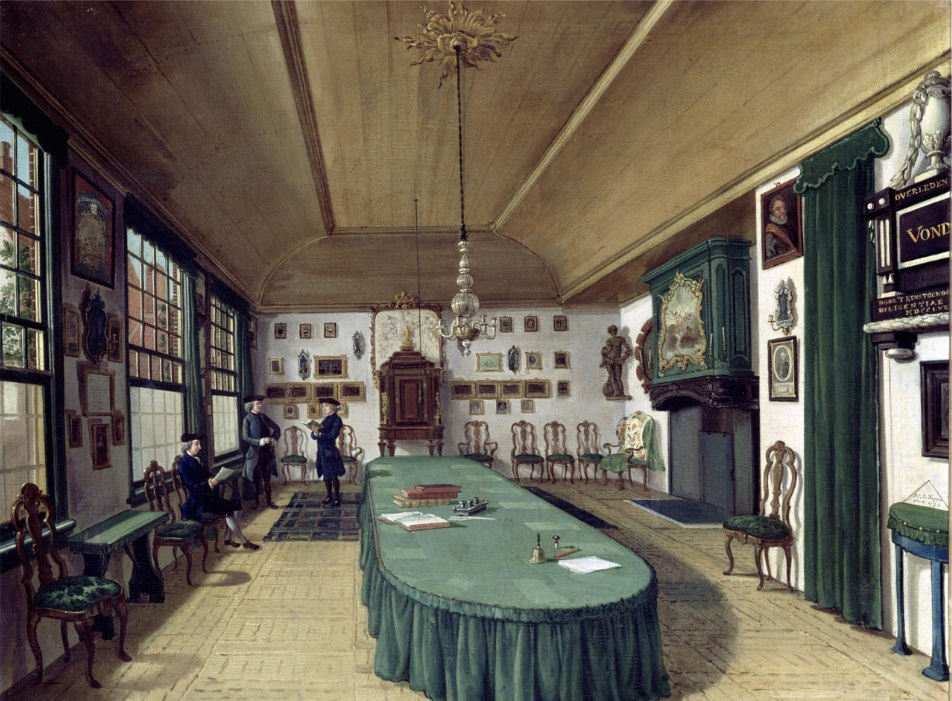
De vergaderzaal van het genootschap Kunst Wordt Door Arbeid Verkregen (1774)
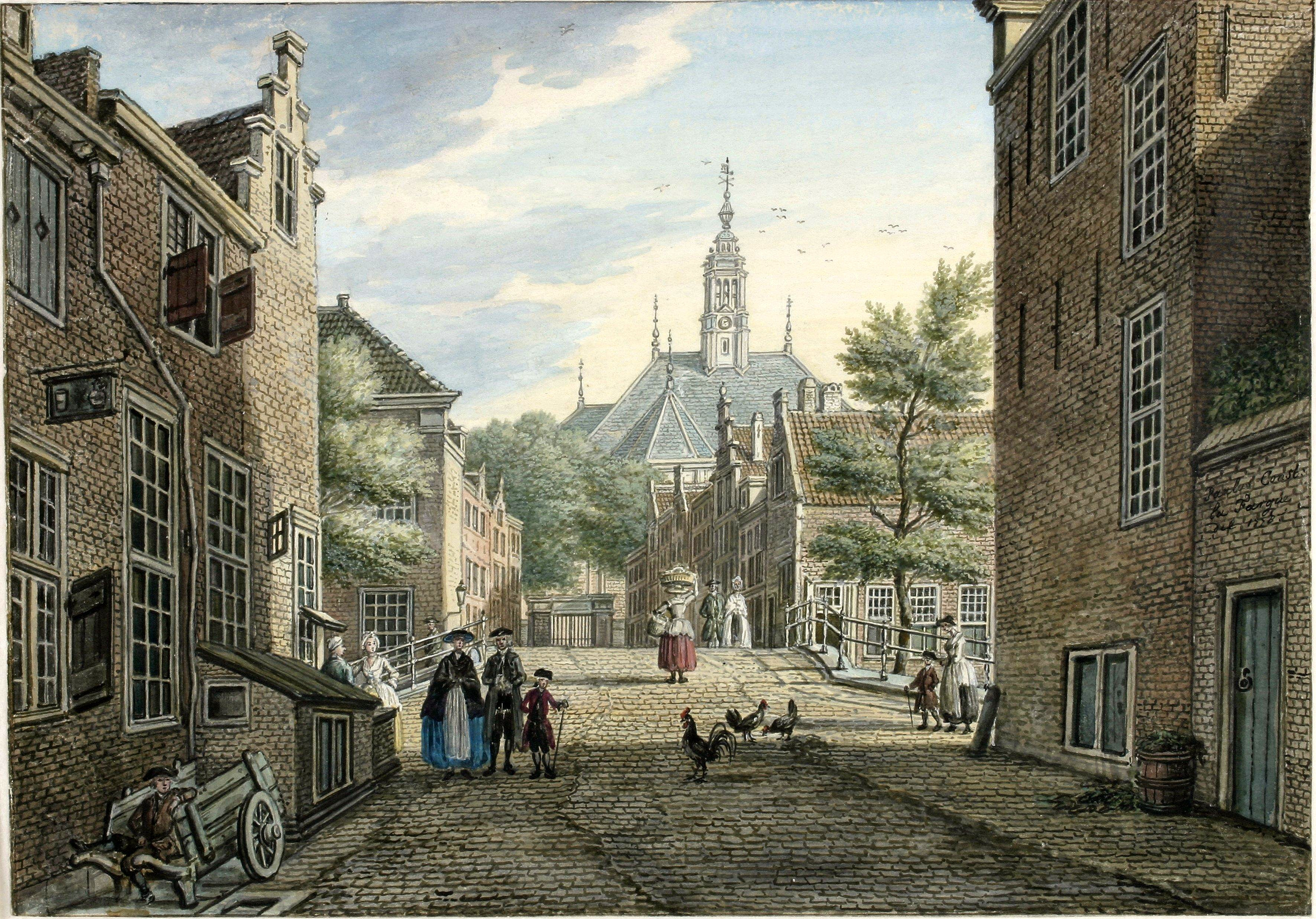
Kranestraat, gezien vanaf Bierkade richting Amsterdamse Veerkade, Den Haag (1778)
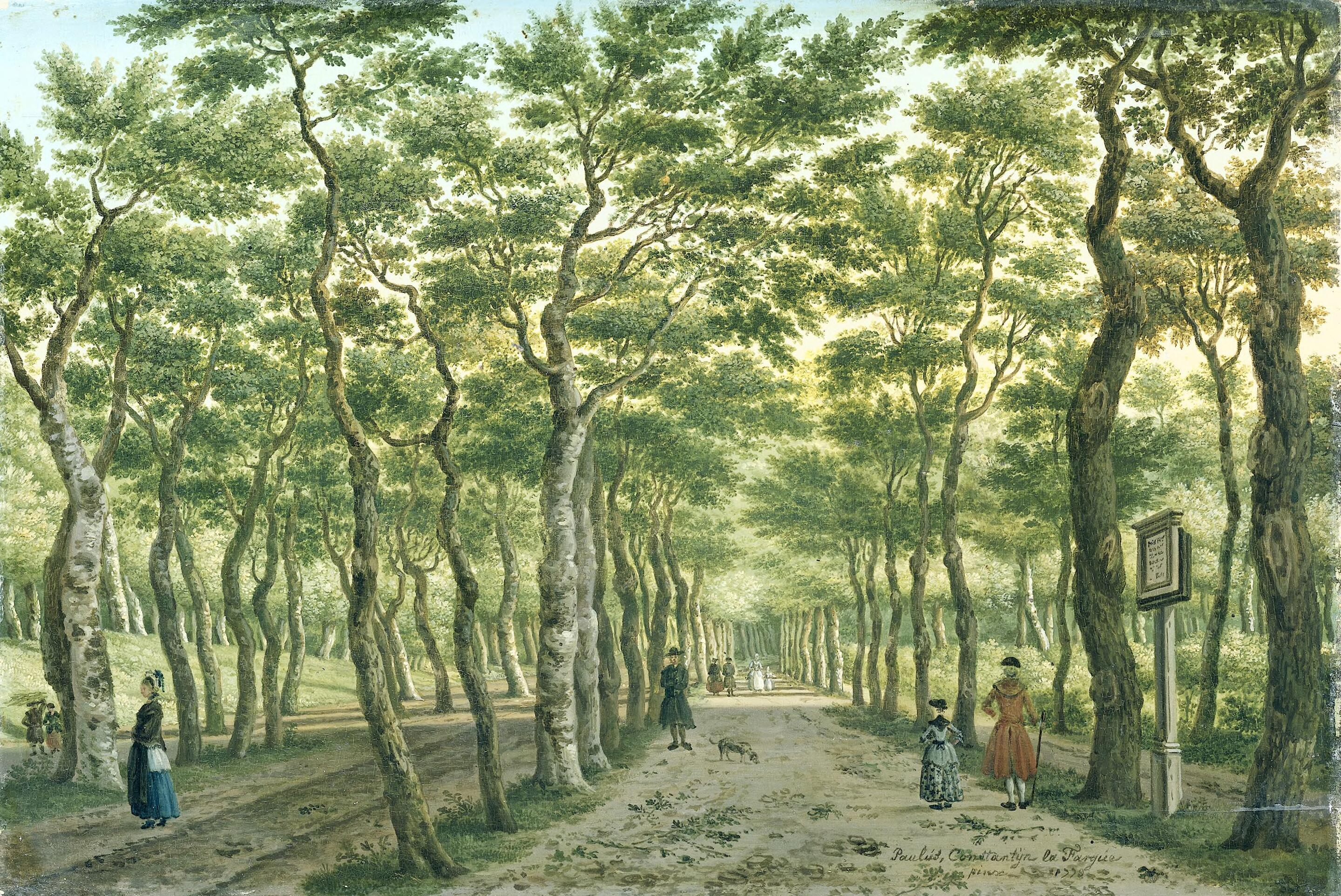
Het Herepad in het Haagse Bos (1778)

- Biblioteca Nacional de España: XX1737210
- Bibliothèque nationale de France: cb149619665 (data)
- Biografisch Portaal: 19090805
- Stuttgart Database of Scientific Illustrators 1450–1950: 8317
- Gemeinsame Normdatei: 135994403
- International Standard Name Identifier: 0000 0000 8154 5264
- KulturNav: 2497cb68-a542-4b06-a177-85e1aff696d9
- Library of Congress Control Number: nr94014926
- Nationale Bibliotheek van Tsjechië: mzk2012714770
- Nederlandse Thesaurus van Auteursnamen: 22803745X
- RKD-Nederlands Instituut voor Kunstgeschiedenis: 27332
- Système universitaire de documentation: 248608819
- Union List of Artist Names: 500011847
- Virtual International Authority File: 263531717
- WorldCat: E39PBJcR6tcHBjV8KGm3HtXw4q